# West Tawakoni
West Tawakoni város az USA Texas államában, Hunt megyében. Lakosainak száma 1895 fő (2020. április 1.).

## Népesség
A település népességének változása:

| 2010 | 1 576 |
| 2020 | 1 895 |